# Betty Veenstra
Betty Veenstra (11 oktober 1945) is een voormalig Nederlands softballer.

## Clubs
Veenstra, die rechtshandig sloeg en gooide, kwam uit voor het eerste damesteam van de Pinguïns uit Heemstede. In 1974 maakte ze de overstap naar HHC uit Haarlem, de club die later Sparks ging heten. Ze speelde als korte stop, eerste honk, catcher en later midvelder. Tijdens haar carrière won ze persoonlijke jaarprijzen namens de KNBSB. In 1972 en 1975 was ze tweede slagvrouw. In 1979 meest waardevolle speelster. In 1982 beste slagvrouw.

## Nederlands team
Veenstra kwam tevens uit voor het Nederlands damessoftbalteam van 1964 tot en met 1982 waarvan de laatste veertien jaar als aanvoerster. Met dit team nam ze in 1979 en 1981 deel aan het Europese kampioenschap waarbij de titel werd behaald. In 1979 werd ze tot beste outfielder gekozen tijdens het Europees kampioenschap. Ook kwam ze uit met het team tijdens drie wereldkampioenschappen, in Amerika in 1974, in El Salvador in 1978 en in Taiwan in 1982. In totaal speelde ze 65 officiële interlandwedstrijden. Met het Nederlands team nam ze in totaal aan 162 wedstrijden deel omdat vooral in de beginjaren er vaak gespeeld werd tegen Amerikaanse legerteams en collegeteams tijdens tournees. In 1974 ontving ze het bondsonderscheidingsteken namens de KNBSB voor haar verdiensten als aanvoerster van het Nederlands softbalteam.
Veenstra heeft van 1965 tot 1972 in de eredivisie gespeeld voor basketbalvereniging The White Stars uit Haarlem. In 1967 en 1968 heeft ze in deze sport aan de Nederlandse selectietraining deelgenomen. Doordat beide sporten elkaar in het voorjaar overlappen, heeft ze voor de softbalsport gekozen omdat ze in die sport international was.
Vanaf 1969 tot 2010 was Veenstra lerares wiskunde aan de Osdorperschoolgemeenschap, het huidige Calandlyceum te Amsterdam. Sinds 2010 is zij met pensioen.